# Selenter See
Selenter See er en sø i det nordlige Tyskland, beliggende i delstaten Slesvig-Holsten i den nordlige del af Kreis Plön. Den er efter Plöner See den næststørste sø i Slesvig-Holsten.
Selenter See, ligger nord for byen Selent og har en gennemsnitsdybde på 14 m og ligger 37 moh. Søen har udløb både gennem 10 km lange Hohenfelder Mühlenau mod nord og Salzau mod nordvest, til Østersøen.